# Tonny Albert Springer
Tonny Albert Springer (13 de fevereiro de 1926 – 7 de dezembro de 2011) foi um matemático neerlandês, professor da Universidade de Utrecht, que trabalhou dentre outros com grupos algébricos lineares.
Em 1964 foi eleito membro da Academia Real das Artes e Ciências dos Países Baixos. Foi palestrante convidado do Congresso Internacional de Matemáticos em Madrid (2006: Some results on compactifications of semisimple groups'). 

## Publicações
- Springer, Tonny A. (1998), Jordan Algebras and Algebraic Groups, ISBN 3-540-63632-3, Classics in Mathematics, Springer-Verlag  Reprint of the 1973 edition.
- Springer, Tonny A.; Veldkamp, Ferdinand D. (2000), Octonions, Jordan Algebras, and Exceptional Groups, ISBN 3-540-66337-1, Springer Monographs in Mathematics, Berlin: Springer
- Springer, Tonny A. (1998), Linear algebraic groups, ISBN 978-0-8176-4021-7 2nd ed. , Birkhäuser; 1st edition. [S.l.: s.n.] 1981[2]
- Springer, Tonny A. (1977), Invariant theory, Lecture Notes in Mathematics, 585, Springer-Verlag[3]